# Tranh khắc đá của Hồ Onega và Biển Trắng
Tranh khắc đá của Hồ Onega và Biển Trắng là một Di sản thế giới được UNESCO công nhận nằm tại Cộng hòa Kareliya, Nga. Nó bao gồm 33 địa điểm khắc đá thuộc hai cụm là những chạm khắc đá được tạo ra từ cách 7 đến 4 thiên niên kỷ trước thể hiện cái nhìn thoáng qua về cuộc sống của các nền văn hóa thời đại đồ đá mới trên khu vực bán đảo Fennoscandia.
Cụm Hồ Onega nằm tại Pudozhsky bao gồm 22 địa điểm khắc đá với hơn 1200 hình vẽ. Chúng chủ yếu mô tả các loài chim, động vật, hình dáng nửa người nửa thú, cũng như các hình dạng hình học có thể là tượng trưng cho mặt Trăng và mặt Trời. Một trong những địa điểm được biết đến nhiều hơn cả là mũi Besov bên bờ đông của hồ Onega.
Cụm ở Biển Trắng nằm tại Belomorsky có 11 địa điểm với hơn 3400 hình vẽ và theo Phái đoàn thường trực của Liên bang Nga tại UNESCO, chúng rõ ràng hướng tới hoạt động săn bắn và thường mô tả chính người thợ săn. Ngoài ra, nó còn hiển thị cảnh thuyền buồm, cũng như dụng cụ săn bắn và lao động, dấu chân của động vật và con người.

## Hình ảnh

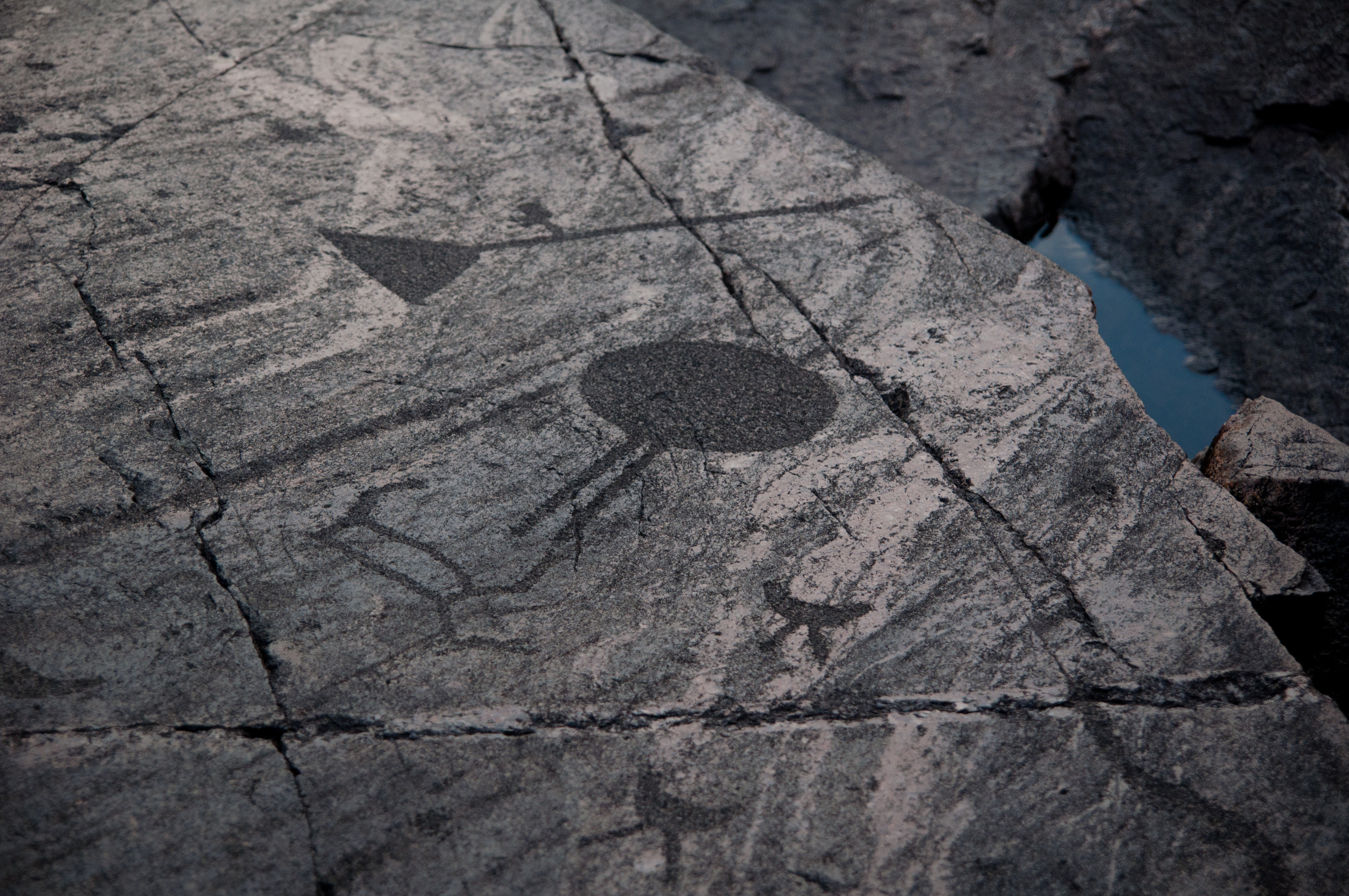
Những bức tranh khắc đá trên bờ hồ Onega
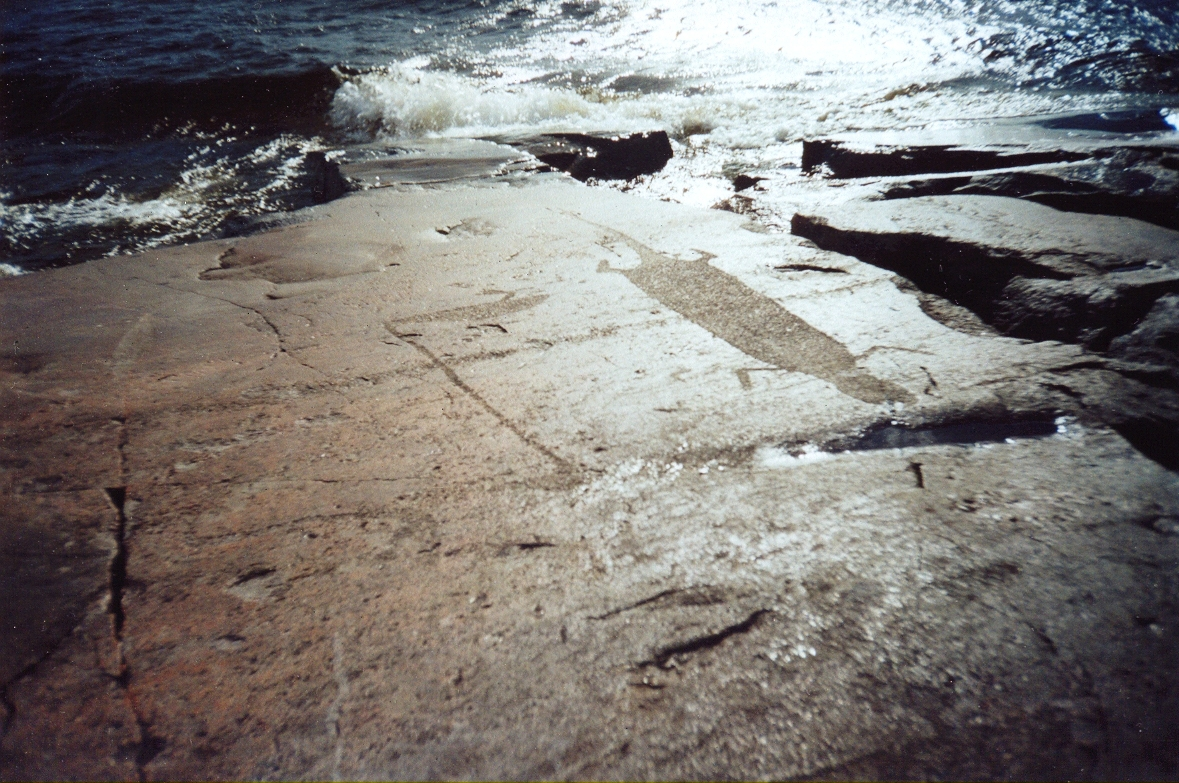
Một bức chạm khắc trên đá mô tả một con rái cá hoặc một con thằn lằn tại mũi Besov.
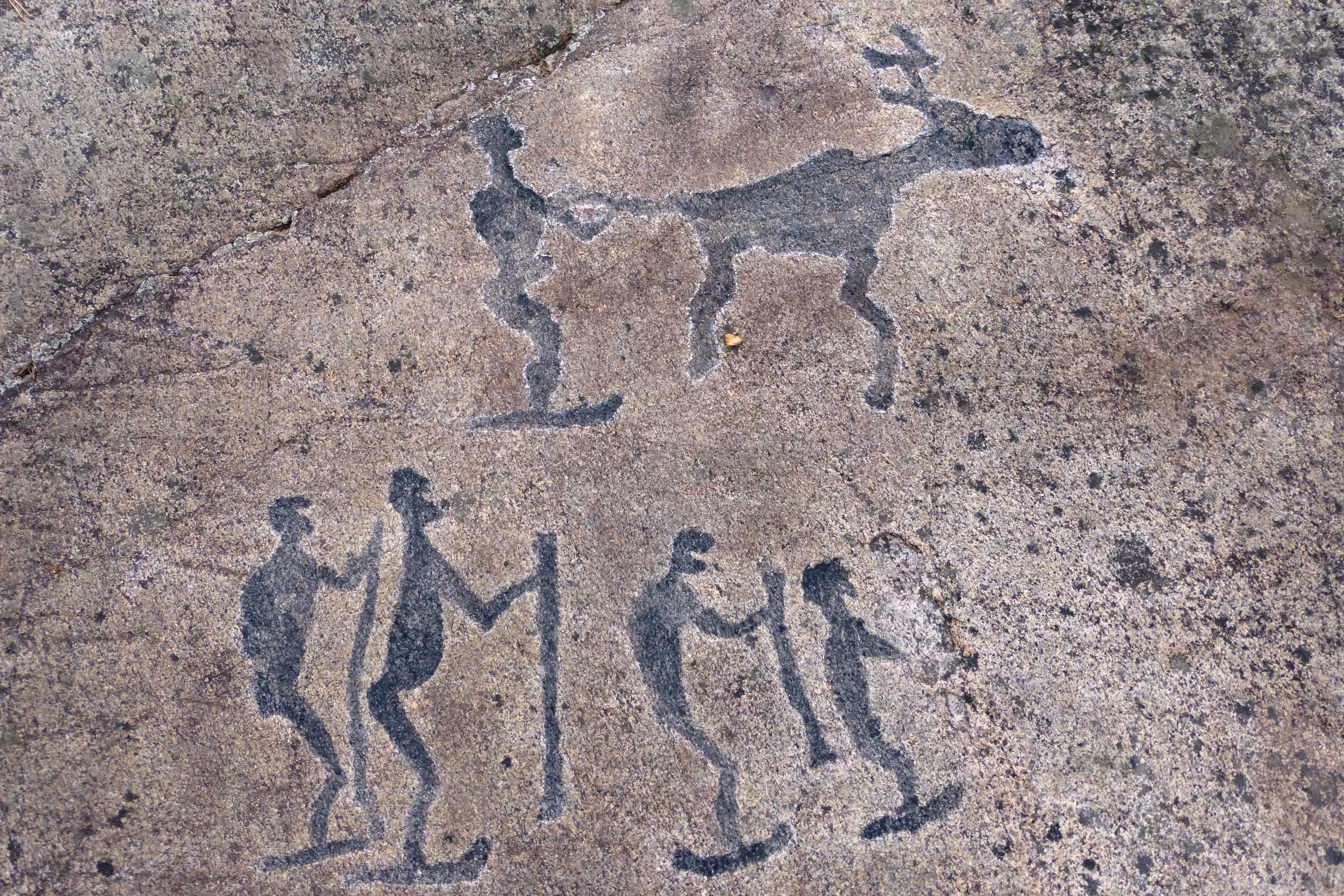
Bức tranh khắc đá mô tả 5 người trượt tuyết và một con tuần lộc
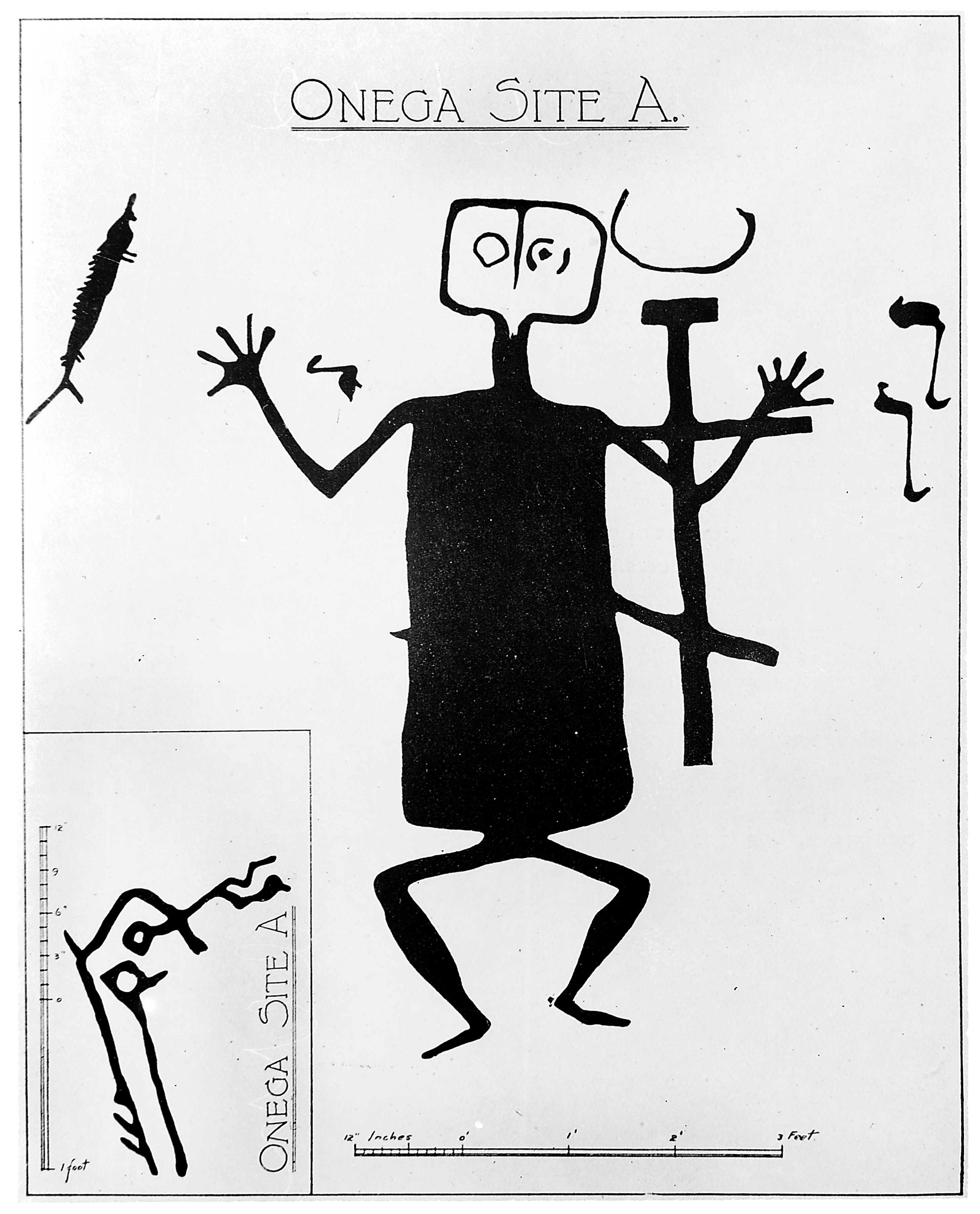
Một bản về hình dáng con người.